# St. Andreas (Anwalting)

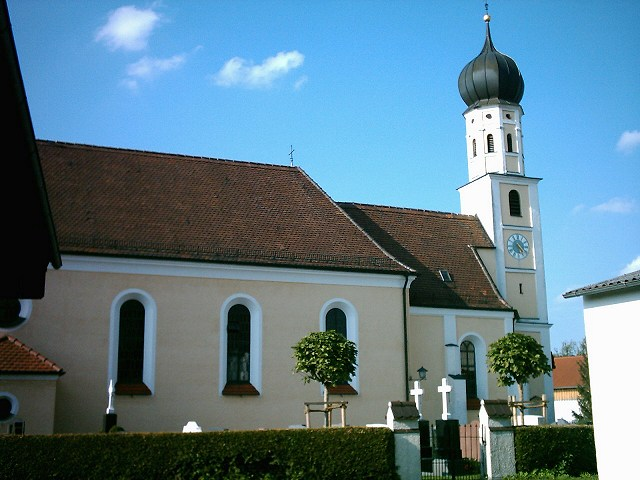
St. Andreas (Südansicht)

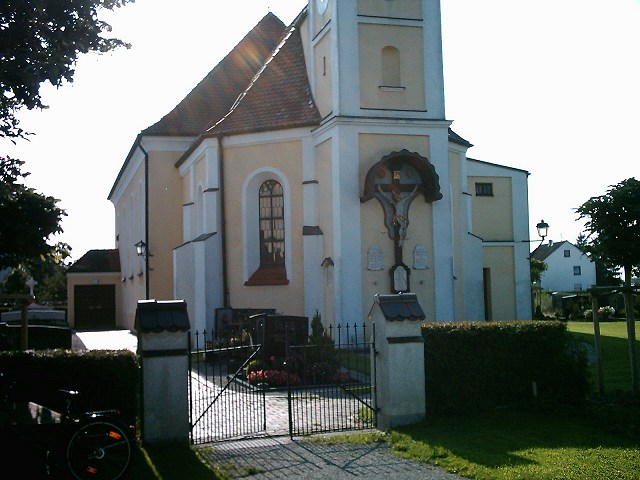
St. Andreas (Ostansicht)

St. Andreas ist eine katholische Filialkirche  in Anwalting, einem Gemeindeteil von Affing im schwäbischen Landkreis Aichach-Friedberg in Bayern. Die Kirche wurde in der zweiten Hälfte des 16. Jahrhunderts errichtet. Sie  ist als Baudenkmal geschützt.

## Geschichte
Die Kirche ist im Jahr 935 erstmals in den Archiven belegt und hatte schon früher „bedeutende Rechte“. Die dem Apostel Andreas geweihte Kirche besitzt noch den ursprünglichen Chor und den Turmunterbau aus der zweiten Hälfte des 16. Jahrhunderts. 1667 wurde das Langhaus erneuert und der östliche Turm wurde erhöht und mit einer Zwiebelhaube versehen. Das Langhaus wurde 1934 erweitert. Bei einem Brand der Kirche am 2. Februar 2010 verbrannte der linke Seitenaltar.

## Architektur
An den flachgedeckten Saalbau mit eingezogenem östlichen Joch schließt sich ein eingezogener, dreiseitig geschlossener Chor mit einem Kappengewölbe an.

## Ausstattung
Auf einem Fresko im Chor ist der Kirchenpatron Andreas dargestellt von Sigismund Reis aus der Zeit um 1760/70. Der Hochaltar besitzt eine Figur des heiligen Andreas, daneben befinden sich Figuren des heiligen Laurentius und des Papstes Gregor des Großen. Der rechte Seitenaltar besitzt ein Bild des heiligen Sebastian, das um 1480 datiert wird. 
Die Orgel wurde 2015 erbaut von der Firma Franz Schreier aus Thierhaupten. Sie hat zwei Manuale und Pedal mit 16 Register.